# Лановецька міська рада
Ланове́цька міська́ ра́да — орган місцевого самоврядування Лановецької міської громади в Кременецькому районі Тернопільської області.

## Загальні відомості
- Територія ради: 14,74 км²
- Населення ради: 9407 осіб (станом на 2001 рік)
- Територією ради протікають річки Горинь, Жирак, Жердь.

## Населені пункти
Міській раді підпорядковані населені пункти:
- м. Ланівці
- с. Волиця
- с. Малі Кусківці
- с. Оришківці

## Склад ради
Рада складається з 30 депутатів та голови.
- Голова ради: Казновецький Роман Володимирович

### Депутати
За результатами місцевих виборів 2010 року депутатами ради стали:

#### За суб'єктами висування
| Суб'єкт висування                                       | Кількість обраних депутатів | %    |
| ------------------------------------------------------- | --------------------------- | ---- |
| Політична партія Всеукраїнське об'єднання «Батьківщина» | 11                          | 36,7 |
| Партія регіонів                                         | 8                           | 26,7 |
| Політична партія Всеукраїнське об'єднання «Свобода»     | 3                           | 10   |
| Політична партія «Наша Україна»                         | 3                           | 10   |
| Українська Народна Партія                               | 3                           | 10   |
| Політична партія «Фронт Змін»                           | 2                           | 6,7  |

#### За округами
| № округу                                                | Прізвище, ім'я, по батькові      | Дата визнання обраним | Освіта             | Партійна приналежність                        | Відомості про обраного депутата                                            |
| ------------------------------------------------------- | -------------------------------- | --------------------- | ------------------ | --------------------------------------------- | -------------------------------------------------------------------------- |
| Партія регіонів                                         |                                  |                       |                    |                                               |                                                                            |
| б/м                                                     | Яцула Микола Антонович           | 05.11.2010            | вища               | позапартійний                                 | Лановецька РДА, начальник відділу з питань надзвичайних ситуацій           |
| б/м                                                     | Прокопчук Анатолій Васильович    | 05.11.2010            | вища               | позапартійний                                 | ПП ВКФ «Укрптахопром», директор                                            |
| б/м                                                     | Рижак Руслан Миколайович         | 05.11.2010            | вища               | позапартійний                                 | приватний підприємець                                                      |
| б/м                                                     | Рудніцька Людмила Феодосіївна    | 05.11.2010            | вища               | позапартійна                                  | Лановецька КЦРЛ, заступник головного лікаря                                |
| 1                                                       | Гулько Володимир Омелянович      | 05.11.2010            | вища               | позапартійний                                 | Лановецька КРЦЛ, завідувач травматологічного відділу                       |
| 3                                                       | Чубик Руслана Григорівна         | 05.11.2010            | вища               | позапартійна                                  | ДНЗ «Берізка», завідувачка                                                 |
| 5                                                       | Ставський Володимир Сидорович    | 05.11.2010            | вища               | позапартійний                                 | ТзДВ Лановецького заводу гумотехнічних виробів, директор                   |
| 13                                                      | Юзюк Світлана Миколаївна         | 05.11.2010            | вища               | позапартійна                                  | Лановецький ЦССДМ, директор                                                |
| Політична партія Всеукраїнське об'єднання «Батьківщина» |                                  |                       |                    |                                               |                                                                            |
| б/м                                                     | Носик Олександр Вікторович       | 05.11.2010            | вища               | член Всеукраїнського об'єднання «Батьківщина» | Лановецька міська рада, секретар виконкому міської ради                    |
| б/м                                                     | Шаринський Ігор Анатолійович     | 05.11.2010            | вища               | член Всеукраїнського об'єднання «Батьківщина» | тимчасово не працює                                                        |
| б/м                                                     | Вишневська Марія Миколаївна      | 05.11.2010            | вища               | член Всеукраїнського об'єднання «Батьківщина» | Лановецька комунальна ЦРЛ, медична сестра                                  |
| б/м                                                     | Хом'як Марія Михайлівна          | 05.11.2010            | вища               | член Всеукраїнського об'єднання «Батьківщина» | Лановецька державна нотаріальна контора, завідувачка                       |
| 2                                                       | Голод Руслан Степанович          | 15.11.2010            | вища               | член Всеукраїнського об'єднання «Батьківщина» | КП Лановецьке районне бюро техівентаризації, реєстратор                    |
| 6                                                       | Батраков Олександр В'ячеславович | 05.11.2010            | вища               | член Всеукраїнського об'єднання «Батьківщина» | приватний підприємець                                                      |
| 7                                                       | Якубовський Віктор Михайлович    | 05.11.2010            | вища               | член Всеукраїнського об'єднання «Батьківщина» | ПТУ № 25, механік                                                          |
| 10                                                      | Борейко Марія Миколаївна         | 05.11.2010            | вища               | член Всеукраїнського об'єднання «Батьківщина» | Лановецька района СЕС, лікар-епідеміолог                                   |
| 12                                                      | Федчук Галина Борисівна          | 05.11.2010            | вища               | позапартійна                                  | Лановецька загальноосвітня школа І-ІІІ ст. № 2, вчитель                    |
| 14                                                      | Іванова Наталія Володимирівна    | 05.11.2010            | вища               | член Всеукраїнського об'єднання «Батьківщина» | управління юстиції, державний виконавець                                   |
| 15                                                      | Семенюк Володимир Іполитович     | 05.11.2010            | середня            | член Всеукраїнського об'єднання «Батьківщина» | тимчасово не працює                                                        |
| Політична партія Всеукраїнське об'єднання «Свобода»     |                                  |                       |                    |                                               |                                                                            |
| б/м                                                     | Максимлюк Віктор Васильович      | 05.11.2010            | середня спеціальна | член Всеукраїнського об'єднання «Свобода»     | СПД Максимлюк В. В.                                                        |
| б/м                                                     | Мануляк Іван Юрійович            | 05.11.2010            | вища               | позапартійний                                 | священик, церква Святого Великомученика і цілителя Пантелеймона м. Ланівці |
| б/м                                                     | Андрощук Володимир Олександрович | 05.11.2010            | вища               | позапартійний                                 | християнський центр «Небеса», директор                                     |
| Політична партія «Наша Україна»                         |                                  |                       |                    |                                               |                                                                            |
| б/м                                                     | Рудюк Ольга Вікторівна           | 05.11.2010            | вища               | член Політичної партії «Наша Україна»         | Лановецька загальноосвітня школа І-ІІІ ст., вчитель                        |
| б/м                                                     | Тарасюк Сергій Іванович          | 05.11.2010            | вища               | член Політичної партії «Наша Україна»         | Молотьківська загальноосвітня школа І-ІІ ст., вчитель                      |
| 4                                                       | Шевчук Іван Іванович             | 05.11.2010            | вища               | позапартійний                                 | Лановецька загальноосвітня школа І-ІІІ ст. № 2, вчитель                    |
| Політична партія «Фронт Змін»                           |                                  |                       |                    |                                               |                                                                            |
| б/м                                                     | Гаврищук Галина Володимирівна    | 05.11.2010            | вища               | член Політичної партії «Фронт Змін»           | Ват «Тернопільобленерго», юрисконсульт Ланівецького РЕМ                    |
| б/м                                                     | Кушпер Валентин Арсенович        | 05.11.2010            | вища               | член Політичної партії «Фронт Змін»           | Лановецька загальноосвітня школа І-III ст. № 1, вчитель                    |
| Українська Народна Партія                               |                                  |                       |                    |                                               |                                                                            |
| 8                                                       | Стецюк Петро Васильович          | 05.11.2010            | вища               | позапартійний                                 | приватний підприємець                                                      |
| 9                                                       | Комаринець Андрій Степанович     | 05.11.2010            | середня            | позапартійний                                 | приватний підприємець                                                      |
| 11                                                      | Казмірук Славко Сидорович        | 05.11.2010            | вища               | позапартійний                                 | Лановецьке МУВГ, головний інженер                                          |